# Lopikerkapel
Lopikerkapel est un village situé dans la commune néerlandaise de Lopik, dans la province d'Utrecht. Le 1er janvier 2004, le village comptait 640 habitants.